# Medal Zwycięstwa
Medal Zwycięstwa lub Medal Międzyaliancki, w Polsce zwany także Medalem Międzysojuszniczym (ang. Allied Victory Medal, fr. Médaille Interalliée, Médaille de la Victoire) – medal międzynarodowy występujący w różnych wersjach nadawany uczestnikom I wojny światowej po stronie Ententy. Ustanowiony w latach 1919–1922 w zależności od kraju.

## Historia
Medal był swojego rodzaju kompromisem. Każde państwo, biorące udział w I wojnie światowej po stronie Ententy, miało wydawać Medal Zwycięstwa dla własnych obywateli aby zapobiec masowej wymianie pamiątkowych odznaczeń między narodami. Wspólną cechą medali był awers z wizerunkiem Wiktorii – bogini zwycięstwa i chwały oraz wstążka w tych samych barwach.
Wydawanie Medalu Sojuszniczego Zwycięstwa nie było obowiązkowe. Piętnaście spośród osiemnastu państw wydało ten medal: Wielka Brytania, Belgia, Brazylia, Kuba, Czechosłowacja, Francja, Grecja, Włochy, Japonia, Portugalia, Rumunia, Syjam, Związek Południowej Afryki i Stany Zjednoczone Ameryki. 
Republika Chińska nie wydała medalu, podobnie jak Rosja, w której zmienił się ustrój polityczny na bolszewicki, natomiast Serbia i Czarnogóra po wojnie stały się częścią Królestwa SHS.
W Polsce pojawił się wybijany z inicjatywy prywatnej medal nie związany z instytucjami państwowymi, nawiązujący do „Allied Victory Medal” i jemu podobnych medali państwowych. W odróżnieniu od Polski Czechosłowacja emitowała medal, choć oba państwa powstały po I wojnie światowej.

### Polscy żołnierze francuskiego wojska i prawo do medalu
22 sierpnia 1922 Ministerstwo Spraw Wojskowych na łamach „Polski Zbrojnej” wyjaśniło, że prawo uzyskania medalu francuskiego „Médaille Interalliée” mieli wyłącznie ci żołnierze Polacy (w czynnej służbie i zdemobilizowani), którzy w wojnie światowej w czasie od dnia 2 sierpnia 1914 r., tj. od dnia jej wybuchu do dnia 11 listopada 1918 r., tj. do dnia podpisania rozejmu, uczestniczyli w walkach przeciwko Niemcom, Austrii, Turcji i Bułgarii: a) służąc w oddziałach bezpośrednio pod dowództwem francuskim, tj. na froncie francuskim; b) służąc w oddziałach, które walczyły poza obrębem Francji kontynentalnej na innych frontach, jak na froncie rosyjskim i wschodnim – w obu wypadkach najmniej w ciągu trzech miesięcy (wyłączając czas służby w Cesarskiej Armii Rosyjskiej). Prawa do medalu nie miały osoby uznane za niegodne wskutek wyroków bez odroczeń, zapadłych podczas działań wojennych, za czyny uznane przez prawo wojenne za przestępstwa, i nie zrehabilitowane przez amnestię. Uprawnieni do noszenia odznaki nabywali medal i wstążeczkę na własny koszt. Wojskowi (w czynnej służbie i zdemobilizowani), którzy nabyli prawa do odznaki i ubiegali się o nią mogli wnieść należycie umotywowane prośby do Ministra Spraw Wojskowych (Gabinet Ministra), do dnia 1 grudnia 1922 r., który wnioskował do Francji o przyznanie odznaczenie. Wojskowi w czynnej służbie wnosili prośby drogą służbową, natomiast zdemobilizowani za pośrednictwem właściwych powiatowych komend uzupełnień i następnie dowództw okręgów korpusów. Legitymacje nie były wydawane. Dowodem nadania i prawa noszenia medalu było zezwolenie Naczelnika Państwa na przyjęcie i noszenie obcego medalu, ogłoszone w Dzienniku Personalnym Ministerstwa Spraw Wojskowych.
W okresie międzywojennym XX w. polscy żołnierze mogli składać podania o przyznanie medalu drogą służbową przez Gabinet Ministra Spraw Wojskowych do attaché wojskowego przy Ambasadzie Polski w Paryżu, zaś już cywile przez właściwego Powiatowego Komendanta Uzupełnień.

## Odznaczenia w poszczególnych krajach
| Kraj            | Projektant                                   | Producent                                                                    | Liczba wybitych odznaczeń | Awers | Rewers |
| Belgia          | Paul Dubois (1859–1938)                      |                                                                              | 300–350 tys.              |       |        |
| Brazylia        | Jorge Soubre (1890–1934)                     | - Casa da Moeda, Rio                                                         | ok. 2,5 tys.              |       |        |
| Czechosłowacja  | Otakar Španiel (1881–1955)                   | - Mennica w Kremnicy                                                         | ok. 89,5 tys.             |       |        |
| Francja         | Pierre Alexandre Morlon (1878–1951)          | - Monnaie de Paris                                                           | ok. 2 mln.                |       |        |
| Grecja          | Henry-Eugène Nocq (1868–1944)                | - V. Canale                                                                  | ok. 200 tys.              |       |        |
| Japonia         | Masakishi Hata                               | - Mennica w Osace                                                            | ok. 700 tys.              |       |        |
| Kuba            | Charles Charles                              | - Etablissements Chobillon                                                   | 6–7 tys.                  |       |        |
| Portugalia      | João Da Silva (1880–1960)                    | - Da Costa                                                                   | ok. 100 tys.              |       |        |
| Rumunia         | Constantin Kristesco (Kristesko) (1871–1928) | - Arthus-Bertrand w Paryżu                                                   | ok. 300 tys.              |       |        |
| ZPA             | William McMillan (1887–1977)                 | - Woolwich Arsenal                                                           | ok. 75 tys.               |       |        |
| Syjam           | Itthithepsan Kritakara (1890–1935)           |                                                                              | ok. 1,5 tys.              |       |        |
| USA             | James Earle Fraser (1876–1953)               | - Arts Metal Works Inc. - S.G.Adams Stamp & Stationary Co. - Jos. Mayer Inc. | ok. 2,5 mln               |       |        |
| Wielka Brytania | William McMillan (1887–1977)                 | - Royal Arsenal - Wright & Son                                               | 6 334 522                 |       |        |
| Włochy          | Gaetano Orsolini (1884–1954)                 | - Sacchini-Milano - S.Johnson-Milano - F.M.Lorioli & Castelli-Milano         | ok. 2 mln                 |       |        |

## Prywatnie wytwarzany medal z napisami po polsku
| Kraj   | Projektant | Producent | Liczba wybitych odznaczeń | Awers | Rewers |
| Polska |            |           |                           |       | /      |

Wykonano dwie wersje rewersu